# Епархия Нью-Йорка и Нью-Джерси
Епа́рхия Нью-Йо́рка и Нью-Дже́рси (англ. Diocese of New York and New Jersey, Нью-Йоркская и Нью-Джерсийская епархия) — епархия Православной Церкви в Америке на территории штатов Нью-Йорк и Нью-Джерси.

## История
Первый православный приход на территории епархии появился в 1870 году в Нью-Йорке, настоятелем которого был назначен иерей Николай Бьерринг, датчанин, обратившийся из католичества. Данный приход действовал до 1885 года. В 1894 году в Буффало открыт и ныне действующий приход, а в 1895 году снова создан приход в Нью-Йорке.
В 1901 году епископ Тихон (Беллавин) заложил фундамент Кафедрального собора святителя Николая в Нью-Йорке. В 1905 году в Нью-Йорк перенесена кафедра епископа Алеутского и Североамериканского. Первоначально приходы возникали в местах компактного расселения православных мигрантов.
В 1924 году митрополит Платон (Рождественский) отказался подчиниться приказу Патриарха Тихона об уходе на покой и продолжил управлять приходами в Америке, что и можно считать началом Нью-Йоркской епархии ПЦА.
В ноябре 1935 года на Архиерейском Соборе в Сремских Карловцах было принято «Временное положение», признавшее автономию Митрополичьего округа во главе с митрополитом Феофилом (Пашковским), в состав которого вошли находившиеся на территории США епархии РПЦЗ, приходы которых были включены в состав существующих епархий Северо-Американской митрополии.
Вторая волна миграции во время и после Второй мировой войны также создала ряд приходов, однако по большей части они вливались в уже имеющиеся общины.
В ноябре 1946 года Северо-Американская митрополия выходит из состава РПЦЗ. Благодаря энергичной деятельности архиепископа Виталия (Максименко) многие приходы не признали решения собора и перешли в РПЦЗ.
В 1940-х годах в приходах начала повсеместно вводиться литургия на английском языке. С конца 1950-х годов начали создаваться изначально англоязычные приходы.
По преобразовании в Православную Церковь в Америке в 1970 году, её предстоятели оставались Нью-Йоркскими архиереями вплоть до 1981 года, когда из состава Нью-Йоркской была выделена Вашингтонская епархия ставшая с того времени предстоятельской, в то время как Нью-Йоркская сделалась самостоятельной епархией.
30 апреля 2005 года Нью-Йоркская епархия была упразднена, а её территория присоединена к Вашингтонской, в связи с чем митрополит всея Америки стал титуловаться «Вашингтонским и Нью-Йоркским». Самостоятельная Нью-Йоркская епархия, как одна из рядовых кафедр Церкви, была возрождена решением Архиерейского Синода Православной Церкви в Америке от 1 июля 2009 года.

## Епископы
- Платон (Рождественский) (4 апреля 1924 — 20 апреля 1934)
- Феофил (Пашковский) (23 ноября 1934 — ноябрь 1935) в/у с 20 апреля 1934
- Виталий (Максименко) (ноябрь 1935 — ноябре 1946)
- Феофил (Пашковский) (ноябрь 1946 — 27 июня 1950)
- Леонтий (Туркевич) (5-8 декабря 1950 — 14 мая 1965) в/у с 27 июня 1950
- Ириней (Бекиш) (23 сентября 1965 — 25 октября 1977) в/у с 14 мая 1965
- Феодосий (Лазор) (25 октября 1977—1981)
- Петр (Л'Юилье) (1981 — 30 апреля 2005)
- Иона (Паффхаузен) (1 июля 2009 — 8 мая 2010) в/у, митр. всея Америки и Канады
- Михаил (Дахулич) (с 8 мая 2010)

## Благочиния
- Благочиние Нью-Джерси
- Благочиние города Нью-Йорк
- Благочиние штата Нью-Йорк